# Multicultural Shakespeare: Translation, Appropriation and Performance
Multicultural Shakespeare: Translation, Appropriation and Performance – czasopismo naukowe o zasięgu międzynarodowym,  poświęcone studiom szekspirowskim, wydawane przez Wydawnictwo Uniwersytetu Łódzkiego.

## O czasopiśmie
Multicultural Shakespeare: Translation, Appropriation and Performance to czasopismo o międzynarodowym zasięgu, poświęcony studiom szekspirowskim. Od 2003, pod red. Yoshiko Kawachi i Krystyny Kujawińskiej Courtney, wydawany jest przez Wydawnictwo UŁ. Wcześniej, tj. od 1972 ukazywał się jako Shakespeare Translation; od 1986 jako Shakespeare Worldwide: Translation and Adaptation pod red. Yoshiko Kawachi. Pierwotnie był poświęcony głównie przekładom, z czasem przekształcił się w periodyk, zajmujący się adaptacjami/przywłaszczeniami tekstów Szekspira, nowymi odczytaniami i inspiracjami jego dziełami. Multicultural Shakespeare stanowi forum, dzięki któremu naukowcy mogą analizować lokalne zagadnienia, stwarza możliwość spojrzenia na uniwersalny wymiar dzieł Szekspira, wydobywając ich lokalne wartości kulturowe. Isotnym elementem w publikacjach jest ontologiczne i międzykulturowe znaczenie dzieł Szekspira.
Recenzja tekstów prowadzona jest zgodnie z modelem double blind review. Wszystkie artykuły dostępne są w Otwartym Dostępie (Open Access) na licencji CC BY-NC-ND.

## Rada Programowa
- Aimara da Cunha Resende (Uniwersytet Stanowy Minas Gerais)
- Andrzej Weseliński (Uniwersytet Warszawski)
- Bob White (Uniwersytet Australii Zachodniej)
- Bryan Reynolds (Uniwersytet Kalifornijski, Irvine (Kalifornia))
- Catherine Alexander (Instytut Szekspira, Wielka Brytania)
- Coen Heijes (Uniwersytet w Groningen)
- Filomena Louro (Uniwersytet Minho)
- Hardy M. Cook (The SHAKSPER World Web Site, USA)
- Hyon-u Lee (Uniwersytet Soonchunhyang, Korea Południowa)
- James L. Harner (Texas A&M University (zm.))
- José Manuel González Fernández de Sevilla (Uniwersytet w Alicante)
- Lingui Yang (Uniwersytet Donghua, Chiny)
- Mark Sokolyanski (Odessa State University)
- Martin Procházka (Uniwersytet Karola)
- Michael Best (Uniwersytet w Wiktorii, Kanada)
- Monica Matei-Chesnoiu (Uniwersytet Owidiusza w Konstancy)
- Peter Holland (Uniwersytet w Notre Dame)
- Peter W. Marx (Uniwersytet w Bern, Niemcy)
- Pia Brinzeu (Uniwersytet Zachodni w Timișoarze)
- W. Desai (Uniwersytet w Delhi)
- Ted Motohashi (Uniwersytet Ekonomiczny w Tokio)
- Tina Krontiris (Uniwersytet Arystotelesa w Salonikach)
- Werner Habicht (Uniwersytet w Würzburgu)
- William B. Worthen (Uniwersytet Columbia)
- Yukari Yoshihara (Uniwersytet w Tsukubie)

## Redakcja
- Yoshiko Kawachi, red. nacz. (Uniwersytet w Kyorin)
- Krystyna Kujawińska Courtney, red. nacz. (Uniwersytet Łódzki)
- Monika Sosnowska, sekretarz (Uniwersytet Łódzki)
- Coen Heijes (Uniwersytet w Groningen)
- Tianhu Hao (Uniwersytet Zhejiang, Hangzhou)
- Xenia Georgopoulou (Uniwersytet w Atenach)

## Bazy
- Baidu Scholar
- BazHum
- CEJSH
- Celdes
- CNKI Scholar (China National Knowledge Infrastructure)
- CNPIEC
- DOAJ
- EBSCO Discovery Service
- Elsevier – SCOPUS
- Google Scholar
- Index Copernicus
- J-Gate
- JournalTOCs
- MLA International Bibliography
- Naviga (Softweco)
- POL-index
- Primo Central (ExLibris)
- ProQuest (relevant databases)
- ReadCube
- ResearchGate
- SCImago (SJR)
- Summon (Serials Solutions/ProQuest)
- TDOne (TDNet)
- Ulrich’s Periodicals Directory/ulrichsweb
- WorldCat (OCLC)